# Gypona argentea
Gypona argentea är en insektsart som beskrevs av Delong 1980. Gypona argentea ingår i släktet Gypona och familjen dvärgstritar. Inga underarter finns listade i Catalogue of Life.